# Mark Rolston
Mark Rolston (Baltimore, 7 december 1956) is een Amerikaans acteur. Hij debuteerde in 1986 op het witte doek als Pvt. Drake in Aliens. Sindsdien speelde hij meer dan dertig filmrollen, meer dan 45 inclusief die in televisiefilms.
Rolston speelt niet alleen in films, maar had ook wederkerende rollen in meer dan tien televisieseries. Zijn personages verschijnen niettemin zelden meer dan een handvol keren. In verschillende andere titels is hij evengoed in meerdere afleveringen te zien, maar dan niet als hetzelfde personage. Zo speelde Rolston in The X-Files zowel Richard Odin als Bud LaPierre, in Star Trek: Enterprise zowel Kuroda Lor-ehn als Captain Magh en in NYPD Blue zowel Carl Bowen als Leon Broadus. In Murder, She Wrote gaf hij dan weer gestalte aan de in twee afleveringen voorkomende Sgt. Terence Boyle én tevens aan de eenmalige personages Finn Dawley en Liam Gillen.
Ook heeft Rolston meegewerkt aan de videogame Halo 4 waarin hij, door middel van voice-capture, te horen en zien is als Captain  Del Rio. 
Rolston trouwde in 1990 met Georgina O'Farrell, met wie hij drie kinderen kreeg: Adam, Aslan en Isabell.

## Filmografie
*Exclusief 15+ televisiefilms
| - 1986 - Aliens - Pvt. Drake - 1987 - Weeds - Dave - 1987 - The Fourth Protocol - Russian Decoder - 1989 - Prancer - Herb Drier - 1989 - Lethal Weapon 2 - Hans - 1989 - Survival Quest - Jake - 1989 - A Sinful Life - Teresa - 1990 - RoboCop 2 - Stef - 1990 - Impulse - Man in Bar - 1993 - Body of Evidence - Detective Reese - 1994 - The Shawshank Redemption - Bogs Diamond - 1994 - Scanner Cop - Lieutenant Harry Brown - 1995 - The Set Up - Ray Harris - 1995 - Best of the Best 3: No Turning Back - Donnie Hansen - 1996 - Daylight - Chief Dennis Wilson - 1996 - Eraser - J. Scar - 1998 - Rush Hour - Agent Russ - 1998 - Letters from a Killer - O'Dell | - 1998 - Hard Rain - Wayne Bryce - 1998 - I Woke Up Early the Day I Died - Hot Dog Vendor - 1999 - A Table for One - Tom Bernard - 2002 - Scorcher - Special Agent Kellaway - 2002 - Highway - Burt Miranda - 2002 - Cathedral - Robert - 2005 - Miracle at Sage Creek - Captain Johnson - 2005 - Chasing Ghosts - Frank Anderson - 2006 - The Departed - Timothy Delahunt - 2007 - Protecting the King - Frank - 2008 - Saw V - Dan Erickson - 2008 - Asylym - The Doctor - 2009 - Saw VI - Dan Erickson - 2009 - Not Forgotten - Agent Wilson - 2012 - Abeo Pharisee - Special Agent Dano - 2013 - April Apocalypse - Fred - 2013 - Crosshairs - Brill - 2014 - Relentless Justice - Mangine |

## Televisieseries
*Exclusief eenmalige gastrollen
- Young Justice - Lex Luthor (2010-2013, negen afleveringen - stem)
- NCIS - George Westcott (2012, twee afleveringen)
- The Defenders - Johnny Greene (2010-2011, twee afleveringen)
- The Closer - Father Jack (2007-2009, twee afleveringen)
- Supernatural - Alastair (2008, twee afleveringen)
- CSI: Miami - Glen Cole (2006-2007, drie afleveringen)
- Cold Case - Ari Gordon (2007, vier afleveringen)
- 24 - Bruce Foxton (2004, twee afleveringen)
- The Shield - Gordie Liman (2003, vijf afleveringen)
- Profiler - Donald Lucas (1998-1999, zeven afleveringen)
- The New Batman Adventures - Firefly (1998, twee afleveringen - stem)
- From the Earth to the Moon - Gus Grissom (1998, drie afleveringen)
- Brooklyn South - Lou Conroy (1997-1998, drie afleveringen)
- Murder, She Wrote - Terence Boyle (1992-1995, twee afleveringen)

## Videospellen
- Batman: Arkham Knight - Slade Wilson / Deathstroke (2015, stem)
- Batman: Arkham Origins - Slade Wilson / Deahtstroke (2013, stem)

- Gemeinsame Normdatei: 1061870383
- International Standard Name Identifier: 0000 0000 4173 8977
- Library of Congress Control Number: no98127939
- Virtual International Authority File: 61171347
- WorldCat: E39PBJr7RyQdxcTKjkhYyP9Rrq